# Erika Mahringer
Erika "Riki" Mahringer, född 16 november 1924 i Linz, död 30 oktober 2018 i Mayrhofen, var en österrikisk alpin skidåkare.
Mahringer blev olympisk bronsmedaljör i slalom vid vinterspelen 1948 i Sankt Moritz.